# Expédition 46 (ISS)
Insigne de la mission
Équipage de l'expédition 46
Chronologie
Expédition 45  Expédition 47 
L'Expédition 46 est la 46e mission de longue-durée à bord de la Station spatiale internationale (ISS).

## Équipage
| Position           | Première partie (décembre 2015)       | Seconde partie (décembre 2015 à mars 2016) |
| ------------------ | ------------------------------------- | ------------------------------------------ |
| Commandant         | Scott Kelly, NASA 4e vol spatial      | Scott Kelly, NASA 4e vol spatial           |
| Ingénieur de vol 1 | Mikhaïl Kornienko, RSA 2e vol spatial | Mikhaïl Kornienko, RSA 2e vol spatial      |
| Ingénieur de vol 2 | Sergueï Volkov, RSA 3e vol spatial    | Sergueï Volkov, RSA 3e vol spatial         |
| Ingénieur de vol 3 |                                       | Iouri Malentchenko, RSA 6e vol spatial     |
| Ingénieur de vol 4 |                                       | Timothy Peake, ESA 1er vol spatial         |
| Ingénieur de vol 5 |                                       | Timothy Kopra, NASA 2e vol spatial         |

## Déroulement de l'expédition

### Sorties extravéhiculaires
- 21 décembre 2015 : Scott Kelly et Timothy Kopra débloquent un frein du Mobile Servicing System pour que celui-ci puisse être garé proprement lors de l'arrivée du cargo spatial Progress, modifie le cablage pour préparer l'installation du module Nauka et du module d'amarrage International Docking Adapter et récupèrent des outils dans une boite à outils  (durée 3 h 16).
- 15 janvier 2016 (durée de la sortie 4h43):  Timothy Kopra et Tim Peake remplacent un régulateur de tension électrique à l'origine d'une panne en novembre 2015 d'un des huit circuits d'alimentation électrique de la station spatiale. Ils déplacent également des câbles d'alimentation qui doivent être connectés au module International Docking Adapter. La sortie extravéhiculaire est interrompue deux heures avant la fin prévue à la suite d'une fuite d'eau dans le casque de Kopra. Toutefois les principaux objectifs ont été remplis[2].
- 3 février 2016 (durée de la sortie 4h45) : Iouri Malentchenko et Sergueï Volkov prennent des échantillons des revêtements externes de la station spatiale, installent des mains courantes pour de prochaines sorties extravéhiculaires, récupèrent une expérience de biologie, déploient une expérience portant sur les matériaux et testent un outil qui permet de déposer un revêtement sur la surface externe des modules[3].